# ای‌جی‌اچ-۱۹۲
ای‌جی‌اچ-۱۹۲ (انگلیسی: AGH-192) یک آگونیست گیرنده ۷ سروتونین انتخابی و قوی است که قادر است به بافت مغز نفوذ کند. این دارو محلول در آب است و می‌تواند از راه خوراکی مصرف شود و در آزمایش های انجام‌شده بر روی مدل‌های حیوانی آزمایشگاهی مشاهده است که شاید بتوان از آن در درمان درد نوروپاتی بهره جست.